# Topas
Topas es un municipio y localidad española de la provincia de Salamanca, en la comunidad autónoma de Castilla y León. Se integra dentro de la comarca de La Armuña. Pertenece al partido judicial de Salamanca y a la Mancomunidad La Armuña.
Su término municipal está formado por los núcleos de población de Cañedino, Cardeñosa, Izcala, San Cristóbal del Monte, Topas, Valdehermoso, Valdibáñez,[cita requerida] Valdío, Villanueva de Cañedo y Centro Penitenciario, ocupa una superficie total de 112,30 km² y según los datos demográficos recogidos en el padrón municipal elaborado por el INE en el año 2017, cuenta con una población de 549 habitantes.
En su término municipal se encuentra desde 1995 la cárcel conocida como Centro Penitenciario Topas.

## Toponimia
Sobre la etimología de Topas, es difícil afirmar cosa sólida. Parece una forma aislada, aunque el topónimo Topo se repite en la parte norte de Portugal. En un documento de 1178 es citada como aldeam que dicitur Thopes, variante que apenas aporta luz sobre el asunto, dada la relativa frecuencia de los plurales femeninos en –es (así Las Arribes junto a Las Arribas). Topar en la acepción topográfica ‘descabezar, lindar, venir a tocar’ es voz conocida en el Medioevo local; en tierra de Ávila se cita 

una rregadera que yva por do tomavan agua para rregar la huerta que está enfruente donde agora va topar el dicho cabze nuevo conmo corre la dicha agua.

 El uso actual ‘golpear, embestir, darse con’ es también conocido en la Edad Media. Toparra es palabra aún viva en la provincia de Salamanca, en la acepción de ‘terrón o piedra que estorba el avance del arado’. Cabe pues conjeturar, con gran riesgo de error, que Topas aluda a algún accidente topográfico (afloramiento) o arqueológico (restos de muros) entendido como tope, límite o estorbo para la labranza.

## Geografía

### Ubicación
Integrado en la comarca de La Armuña, se sitúa a 26 kilómetros de Salamanca. El término municipal está atravesado por la autovía Ruta de la Plata (A-66) y por la carretera nacional N-630, entre los pK 310 y 320, además de por la carretera provincial SA-601 (Pedrosillo el Ralo - N-630) y por una carretera local que permite la comunicación con Palencia de Negrilla. 
| Noroeste: El Cubo de Tierra del Vino (Zamora) | Norte: El Cubo de Tierra del Vino (Zamora) y El Maderal (Zamora) | Nordeste: Villamor de los Escuderos (Zamora)                   |
| Oeste: Valdelosa                              |                                                                  | Este: Aldeanueva de Figueroa y Tardáguila                      |
| Suroeste: Valdunciel                          | Sur: Valdunciel                                                  | Sureste: Negrilla de Palencia (exclave) y Palencia de Negrilla |

### Relieve
El relieve del municipio está definido por un altiplano típico de la Meseta Norte, por el que discurren arroyos de la cuenca de río Tormes. La altitud oscila entre los 890 metros al oeste y los 800 metros a orillas de un arroyo al suroeste. El pueblo se alza a 820 metros sobre el nivel del mar. 

### Clima
El pueblo está emplazado en una hondonada de tierra arcillosa, lo cual, unido con las abundantes lluvias, hace que el ambiente sea extremadamente húmedo en invierno (cultivo de remolacha y sector hortofrutícola) y seriamente seco en estaciones cálidas (cultivos de secano como trigo, cebada y centeno).

## Historia

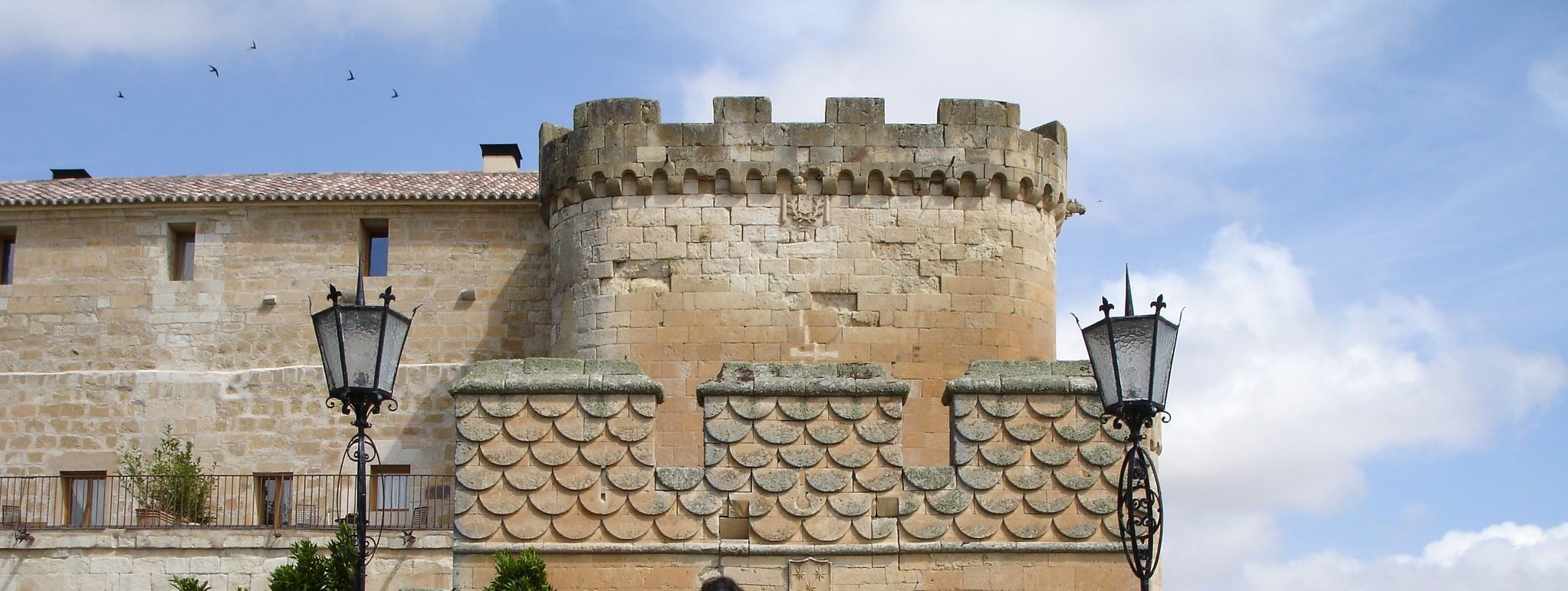
Castillo del Buen Amor

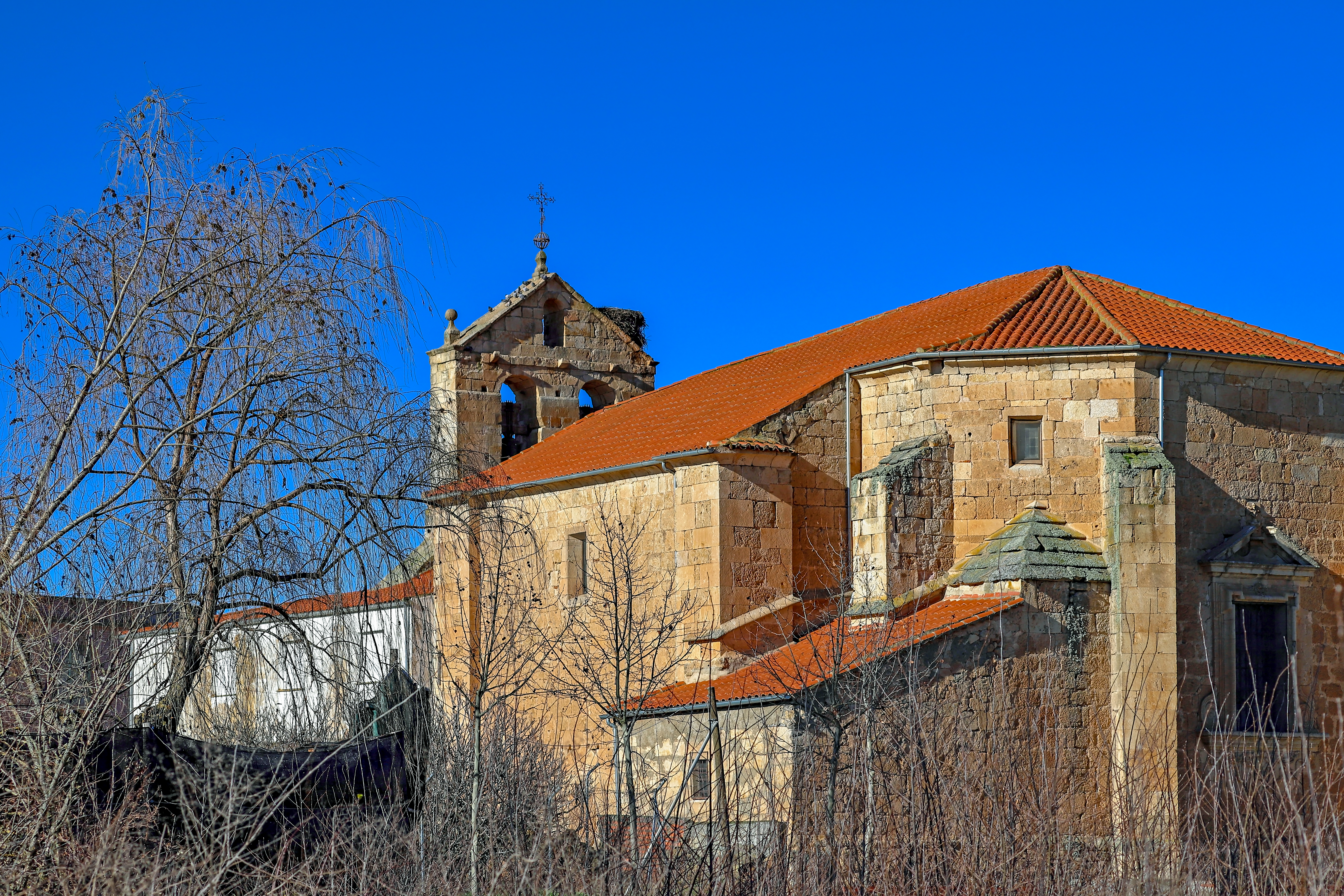
Iglesia de Nuestra Señora de la Asunción

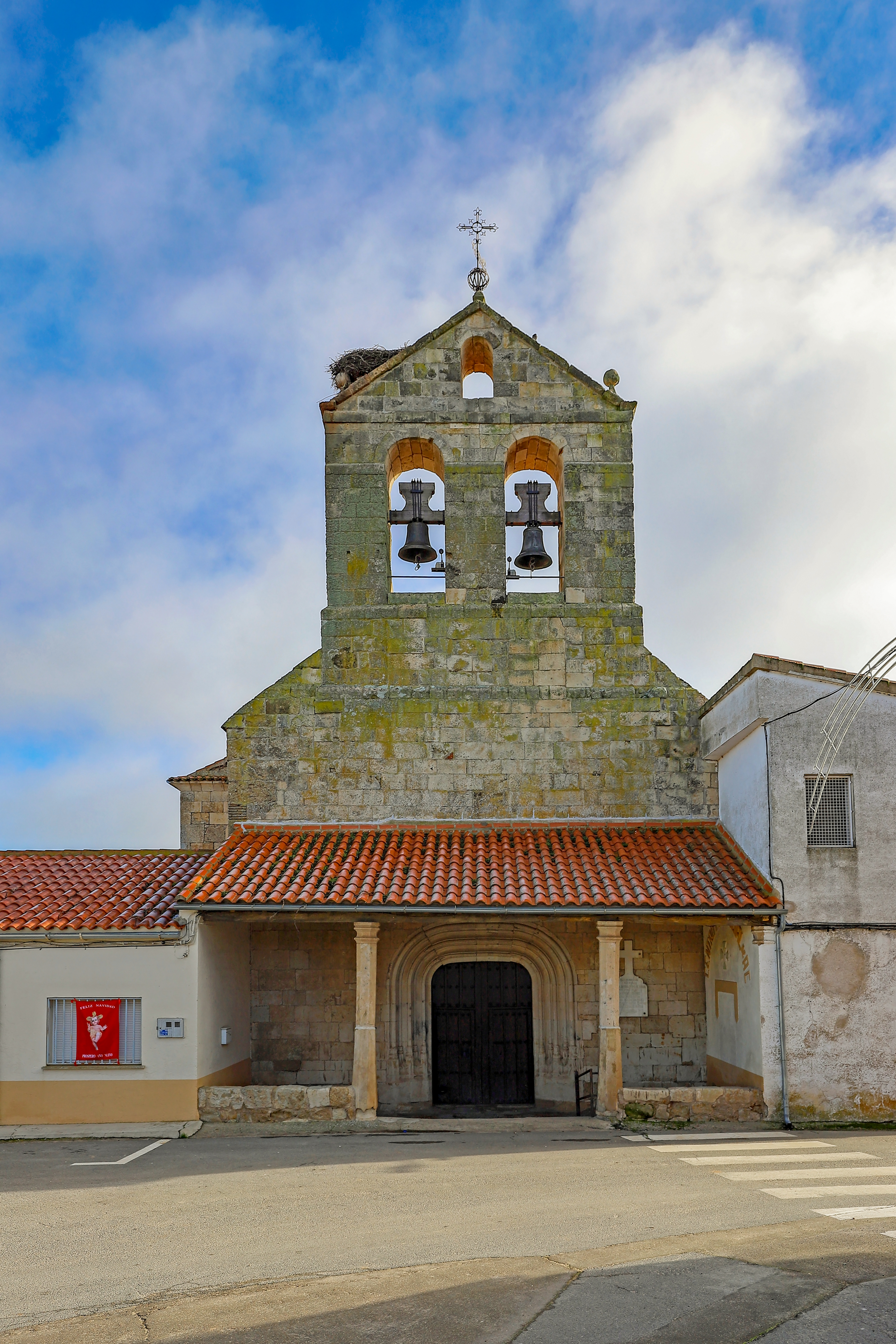
Portada de la iglesia de Nuestra Señora de la Asunción

La reconquista de Topas fue realizada por los reyes de León una vez que fueron reconquistados Ledesma, Juzbado, Guadramiro o Salamanca por Ramiro II de León en el siglo X. Posteriormente, en 1136 Topas fue otorgado por el rey Alfonso VII de León al obispado de Salamanca, denominándose entonces "Thopas". Con la creación de las actuales provincias en 1833, Topas quedó encuadrado en la provincia de Salamanca, dentro de la Región Leonesa.
Esta salmantina población, parte de La Armuña, tuvo cierta relevancia histórica en siglos pasados al ser fiel reflejo del modelo social feudal, mediante continuada servidumbre a los propietarios del emplazamiento bélico-defensivo del hoy denominado Castillo del Buen Amor, que fue en ocasiones residencia-escondite de ciertos y relevantes personajes político-religiosos de antaño. 

### Principales fechas históricas
- Mansión romana de Sibariam, existió en Izcala del Monte.
- Repoblación de Salamanca por Alfonso VI inicio del siglo XII.
- De 1136 12 abril (Alfonso VI), hasta 1582 Topas, perteneció a la Mitra Episcopal.
- En 1582, Felipe II agregó Topas a la corona, el canon de la martiniega se hizo hasta 26 de febrero de 1583.
- En 26 de febrero de 1583, la vendió a D Nicolás de Grimaldo, príncipe de Salermo.
- En 8 de noviembre de 1586, compró, la villa de Topas, el concejo por 3000 ducados.
- En 1 de junio de 1587, ratificó la venta el príncipe de Salermo.
- Durante la Guerra de Independencia, fue enajenada (1808-1814).
- En 1834, el Ayuntamiento promueve expediente sobre legitimación de fincas enajenadas durante la Guerra de la Independencia, para que se reintegrasen a la villa de Topas en propiedad y dominio de todo su territorio y prado boyal como demás fincas y se distribuyera a cada vecino la parte que corresponda.
- El 21 de marzo de 1836, la Diputación estimó el dictamen en todas sus partes, declarando a la villa de Topas dueña y señora de su territorio y como tal libre de cargas anejas a los terrenos de propios mandando se procediese a la distribución dando a cada vecino la parte de terreno que deba corresponderle.
- El 17 de abril de 1868 ...vecinos del pueblo de Topas, inició demanda civil ordinaria contra el Ayuntamiento, en solicitud de que se repartieran los terrenos que en el referido Topas están pro-indivisos y corresponden a los vecinos de aquel Municipio según se desprende del tituló de pertenencia de la misma villa. Después de numerosos juicios se resolvió en 28 de septiembre de 1872, nombrándose a un perito agrónomo para la medición y división de los terrenos en 174 parcelas y señalándose el día del sorteo.

### Prado de Valdecihuertes (acta notarialde Don Antonio Almeida del año 1836)
El acta notarial de la venta del prado del Naciente de Valdecihuertes, cedido por el Ayuntamiento de Topas a Don Jacinto Vázquez de Parga en agradecimiento a dicho señor por una diligencia que había hecho en beneficio del Concejo.
El documento contiene una cláusula por la cual, un año si, y otro no, le correspondería el aprovechamiento de los pastos desde febrero al 24 de junio, no pudiendo ser cercado ni roturado el prado, objeto de este contrato. También contiene copia del acta del Ayuntamiento, en la que constan las cargas. Es la que decían que había arrancado el "tío patito" del libro de Actas. 
Fueron del Ayuntamiento en ese año : Simón Sánchez, Félix Zarza, Froilán Calvo de Bustos, Lorenzo Sánchez como secretario.

### Edad Media
Documentos de la catedral de Salamanca para la historia del occidente peninsular durante la Edad Media:
El 12 de abril de 1136:
Alfonso VII de León, "el Emperador", y su mujer doña Berenguela donan a la sede Salmantina y al obispo don Berengario las villas de Cantalapiedra, San Cristóbal, Topas, San Pelayo de Cañedo, Aldea de Pedro Cid, Carrascal con sus términos, los dos Espinos, los dos Zamayones, el Arco y la mitad de Adearrodrigo en términos muy similares a los señalados en el doc n.º 8 (bib. Nacional de Madrid Ms 712, fols 227-227 v y fol 232.
En octubre de 1167, Salamanca:
Privilegio de Fernando II de León por el que confirma al obispo de Salamanca D. Pedro y al Cabildo, las donaciones que hicieron el conde D. Raimundo, Alfonso VI y Alfonso VII de la tercera parte de la moneda de la ciudad, la aceña de Baños y aldeas de Tejares, Cantalapiedra, Topas, San Cristóbal, San Pelayo, el castillo de Almenara y el privilegio de los veinticinco excusados.
El 20 de diciembre de 1178, Medina del Campo:
"Privilegio de amparo" otorgado por Alfonso VIII de Castilla y su mujer Leonor a Santa María de la Sede de Salamanca y a su obispo Vidal, Por él confirma y compromete a defender todas las posesiones que la citada iglesia tiene en su reino, tanto de bienes muebles como inmuebles y derechos, a pesar de la guerra existente entre León y Castilla. Asimismo se compromete a no atacar ni tomar ni molestar a los vasallos del obispo salmantino ni a las aldeas o villas del reino de Fernando II de León pertenecientes a dicho obispado: Cantalapiedra, Monflorido, Topas o Thopes, San Cristóbal, San Pelayo, Vitigudino, Adea del Obispo de Azorosi, la casa que posee en Villoria, la de Lomlobar, juntamente con sus ganados; a condición de que los vasallos del obispo hagan lo mismo con los del rey Alfonso.
(Tarjeta nacional de investigador del archivo histórico provincial de Salamanca n.º 10/80, Pepe Calvo).

### Libro de los Lugares y Aldeas del Obispado de Salamanca
(Manuscrito de 1604-1629)
(Introducción y transcripción de Antonio Casaseca Casaseca y José Ramón Nieto González).
La Villa de Topas.

Esta villa está de Salamanca a 4 leguas, tiene una iglesia nueva, de cantería, que lo más de ello se ha hecho de limosnas, tiene ornamentos necesarios, solo a menester una cláusula de difuntos, tiene dos cruces de plata, la una muy buena y la otra más pequeña, desean vender la cruz grande para acabar la iglesia y hacer sacristía. Esta villa era de V. Sª , aquí tiene V.Sª unas alamedas muy buenas y unas tierras que valen 42 fanegas de pan terciado y unas casas muy perdidas, que si no se apuntalan y reparan se undirán presto, conbiene que V.Sª las haga reparar y cobrar el reparo del obispo pasado.

Esta iglesia a menester dos albas, amitos, manteles y paños, no tiene esta iglesia renta suficiente
Huelmos de Armuña.
Este lugar solía ser caveça de benefficio y está anexado al beneficio de Valde Unciel por bullas que a bisto es señor por visión y no las vi porque estaban en Salamanca, mande al beneficiado lleve estos recaudos y bullas y títulos de todo.
Este lugar no tiene más que dos vecinos y tiene una buena iglesia de Santa María y está bien tratada y tiene los ornamentos necesarios (fol. 168 r.)
El préstamo es de V.Sª, vale más de trescientos ducados y anda con el de Topas.
La fábrica vale X mil maravedies y gasta de ordinario mil.
Villanueva de Cañedo.
Esta villa es del Conde de ella. tiene una iglesia de San Juan Bautista, está bien tratada, está muy pobre de ornamentos.
Esta villa tiene doce vecinos, aquí tiene el Conde un famoso castillo, el Castillo del Buen Amor.
En el término de ésta villa hay una ermita de San Pedro de Cardeñosa, que solía ser lugar, y la renta de esta iglesia la goza Villa Nueva, está razonablemente. Hay otra ermita de San Pedro del Monte, esta bien tratada
San Cristobal.
Este lugar es anexo de Villa Nueva tiene 16 vecinos, este lugar es de la cathedral, la iglesia es de San Cristobal del (folio 170 r) Monte está muy maltratada, particularmente el tejado y no tiene renta.
La Torre.
 
Aquí hay una ermita de Nuestra Señora de la Torre, que solía ser lugar...tiene necesidad de repararse los tejados.

## Demografía

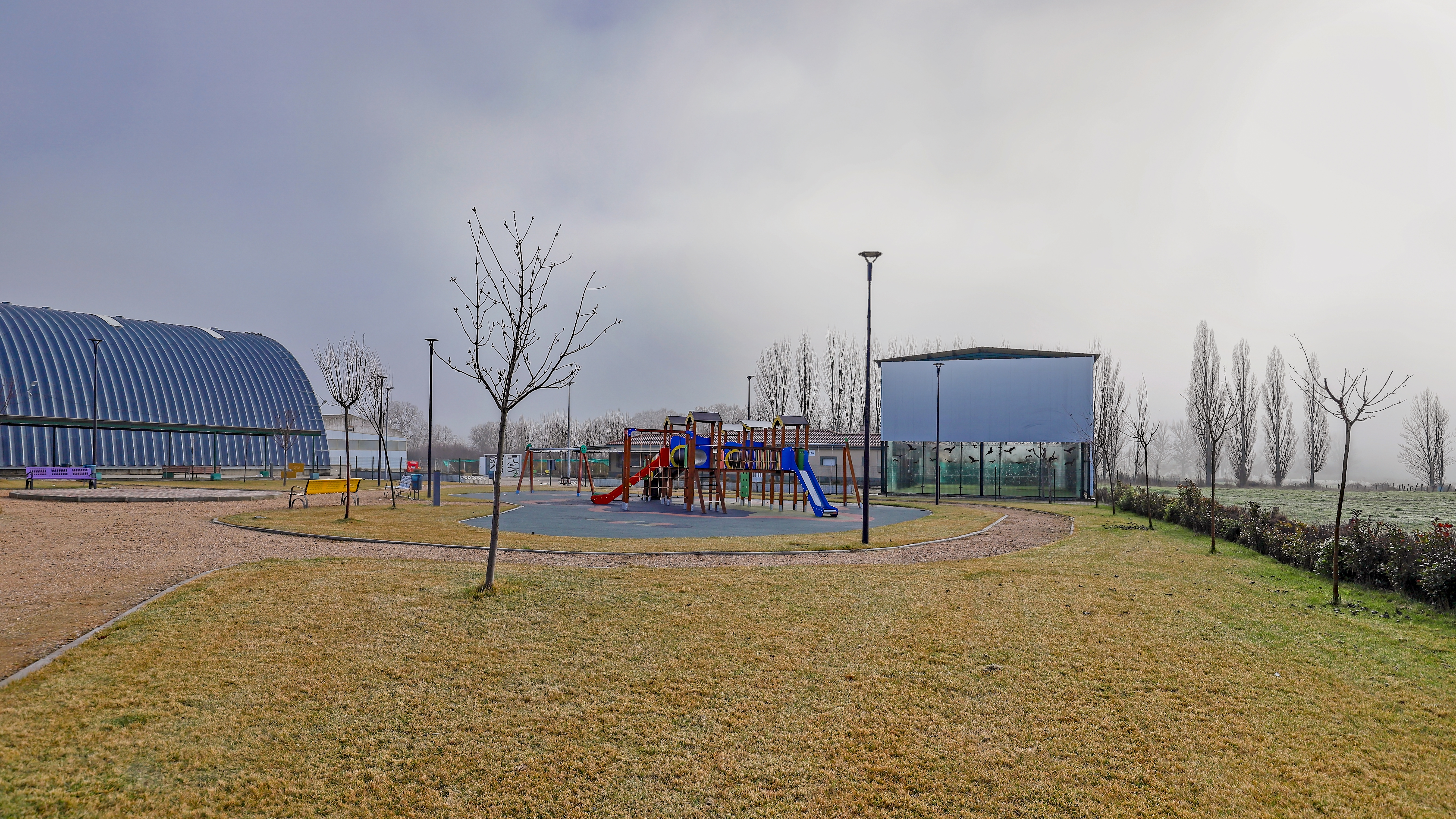
Parque infantil

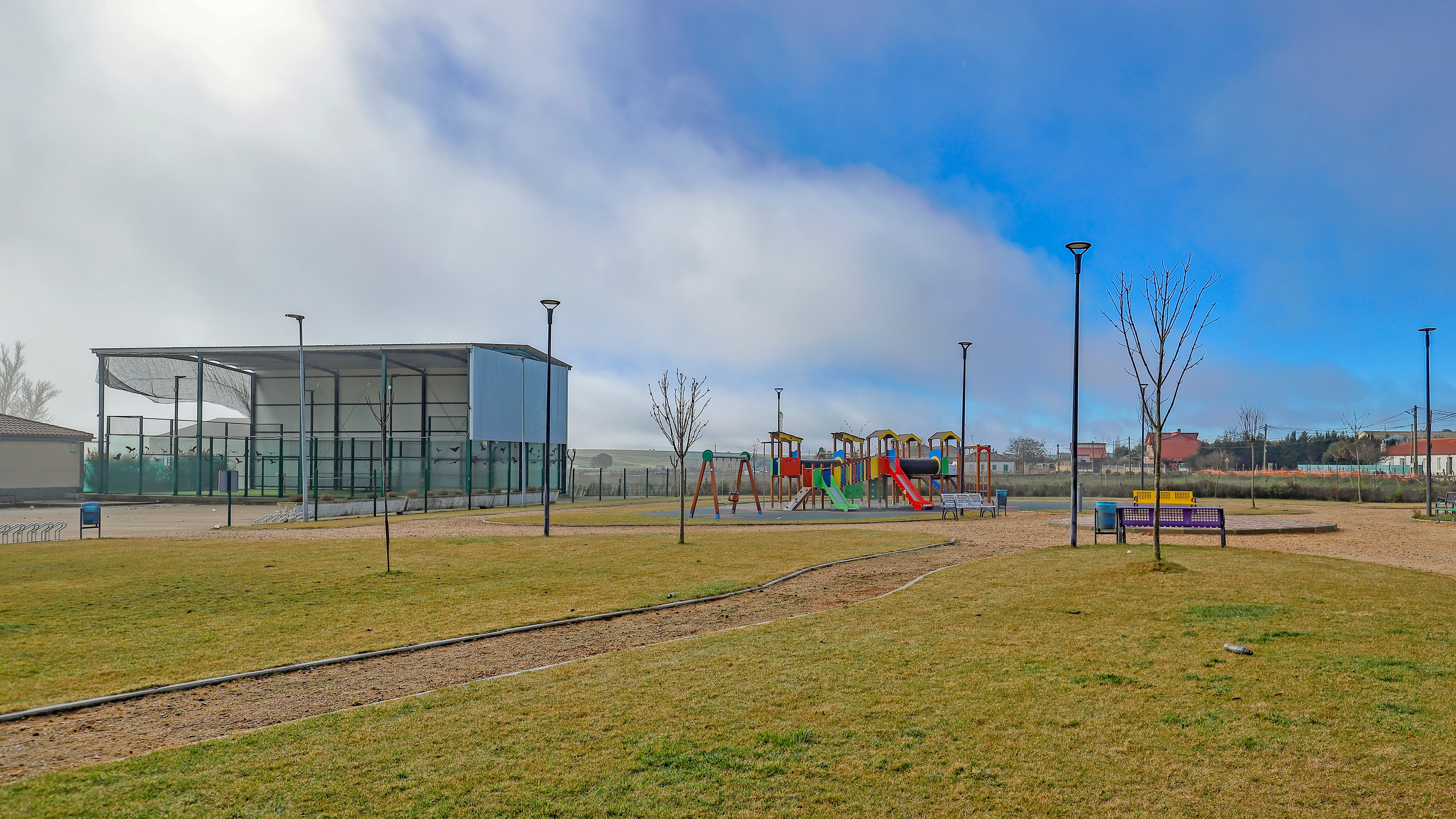
Pista de pádel y parque

Cuenta con una población de 511 habitantes (INE 2024).
| Gráfica de evolución demográfica de Topas entre 1842 y 2021 |
| |
| Población de derecho según los censos de población del INE Población de hecho según los censos de población del INEEntre el censo de 1857 y el anterior, crece el término del municipio porque incorpora a 375047 (Villanueva de Cañedo) |

### Núcleos de población
El municipio se divide en varios núcleos de población, que poseían la siguiente población en 2019 según el INE.
| Núcleo de población     | Población |
| ----------------------- | --------- |
| Topas                   | 504       |
| Villanueva de Cañedo    | 11        |
| San Cristóbal del Monte | 9         |
| Izcala                  | 5         |
| Centro Penitenciario    | 1         |
| Cañedino                | 0         |
| Cardeñosa               | 0         |
| Valdehermoso            | 0         |
| Valdío                  | 0         |

## Economía
El modo de vida de sus habitantes ha sido durante siglos y hasta el desarrollismo de la década de 1970, eminentemente agrícola, compaginado sus habitantes en los últimos años, fructíferas incursiones en el sector terciario, concretamente la construcción. 
Actualmente en su término municipal y no lejos del Castillo del Buen Amor - durante siglos de propiedad privada, y hoy de simple carácter hostelero- se sitúa una Cárcel de Seguridad que en su momento fue de polémica construcción y que además de los beneficios globales obtenidos por su instauración en sus inicios, algo ha repercutido a posteriori en una economía positiva de proyección de futuro.

## Transportes
Pese a que la autovía Ruta de la Plata que une Gijón con Sevilla atraviesa el municipio, este no está muy bien comunicado, siendo necesario para realizar el acceso a la capital municipal atravesar una carretera regional bastante deteriorada que dificulta las comunicaciones tanto con Salamanca capital, como con el resto de la comarca.

## Administración y política

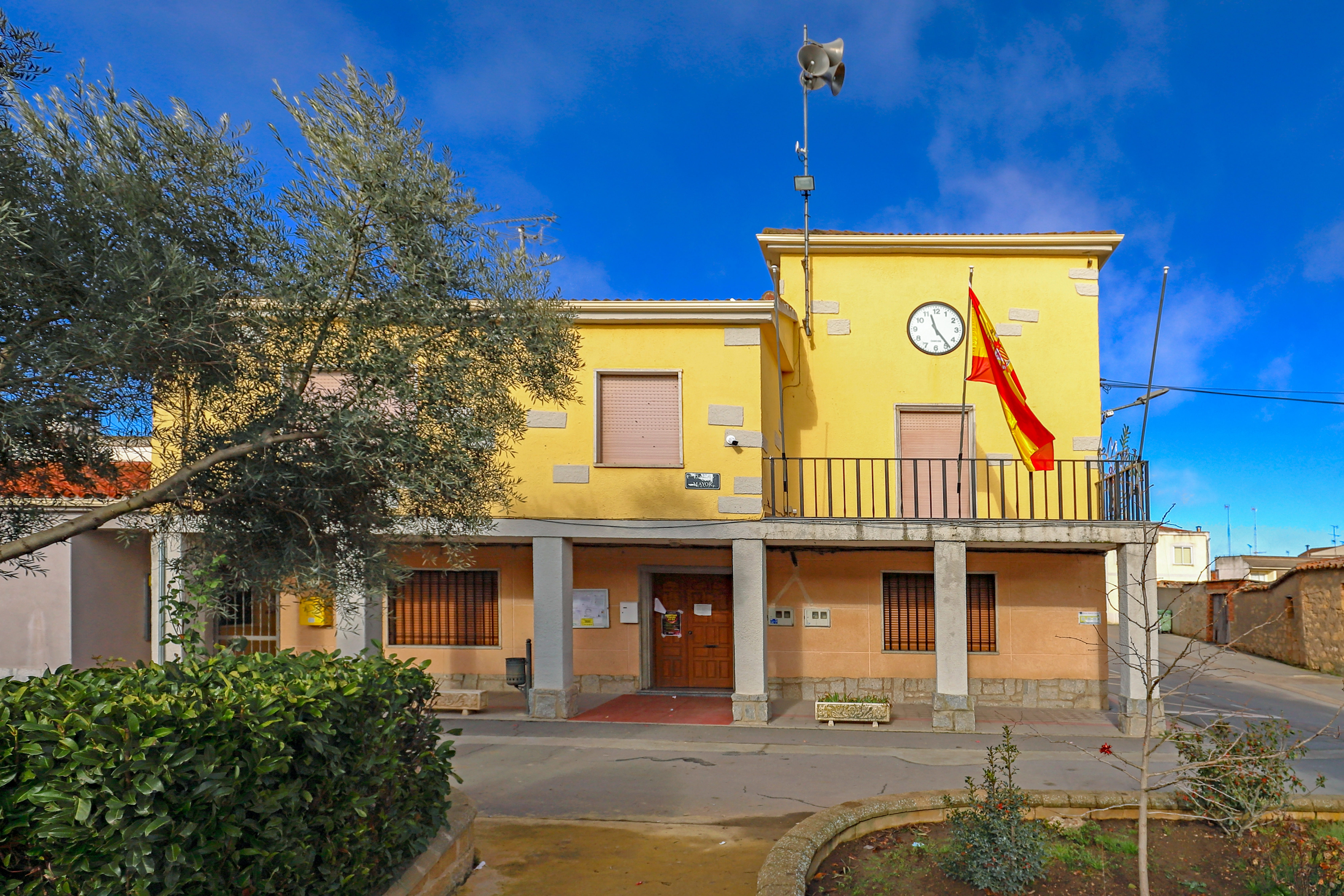
Casa consistorial

| Partido político                         | 2019  | 2019  | 2019       | 2015  | 2015  | 2015       | 2011  | 2011  | 2011       | 2007  | 2007  | 2007       | 2003  | 2003  | 2003       |
| Partido político                         | %     | Votos | Concejales | %     | Votos | Concejales | %     | Votos | Concejales | %     | Votos | Concejales | %     | Votos | Concejales |
| Partido Socialista Obrero Español (PSOE) | 65,15 | 258   | 5          | 76,04 | 292   | 6          | 52,31 | 215   | 4          | 47,27 | 208   | 3          | 30,74 | 142   | 2          |
| Partido Popular (PP)                     | 33,33 | 132   | 2          | 22,14 | 85    | 1          | 43,31 | 178   | 3          | 48,64 | 214   | 4          | 67,75 | 313   | 5          |

## Cultura
Su población es ferviente y devota seguidora de su patrón San Antonio de Padua, homenajeado en su única representación arquitectónica religiosa, la iglesia parroquial, y venerado en su máxima expresión el día 13 de junio de cada año, fecha en la que acuden a sus calles una alta representación de generaciones llegadas a tal fin y que por diversas razones huyeron de los ámbitos rurales en los años 60 y 70, tal y como ocurrió en casi toda España.